# Uranio (usurpatore)
Uranio (fl. III secolo) è stato un usurpatore contro l'imperatore Eliogabalo o Alessandro Severo nel 221.
Zosimo riporta che nel 221 un certo Uranio si sarebbe ribellato ed avrebbe assunto la porpora contro uno dei Severi, Eliogabalo o Alessandro, senza successo.
Tale resoconto, secondo alcuni storici moderni, potrebbe nascere da un errore dello storico nel riportare la storia di Uranio Antonino, altro usurpatore del trono imperiale nel 253 contro Valeriano.
Secondo tali storici, l'Uranio di Zosimo sarebbe dunque Uranio Antonino.